# روهردورف
روهردورف (به آلمانی: Rohrdorf, Bavaria) یک شهر در آلمان است که در بایرن واقع شده‌است.

## خصوصیات
روهردورف ۲۸٫۶۷ کیلومترمربع مساحت دارد ۴۷۶ متر بالاتر از سطح دریا واقع شده‌است.